# Nationaltheatret
 (mars 2025).
Nationaltheatret (Théâtre national d'Oslo), à côté de la Scène nationale (Den Nationale Scene) et du Théâtre norvégien (Det Norske Teatretet), est l'un des trois principaux sites des arts du théâtre en Norvège.
Le premier directeur du Théâtre national fut Bjørn Bjørnson (en), fils de Bjørnstjerne Bjørnson. L'actuel directeur artistique est Kristian Seltun.

## Situation

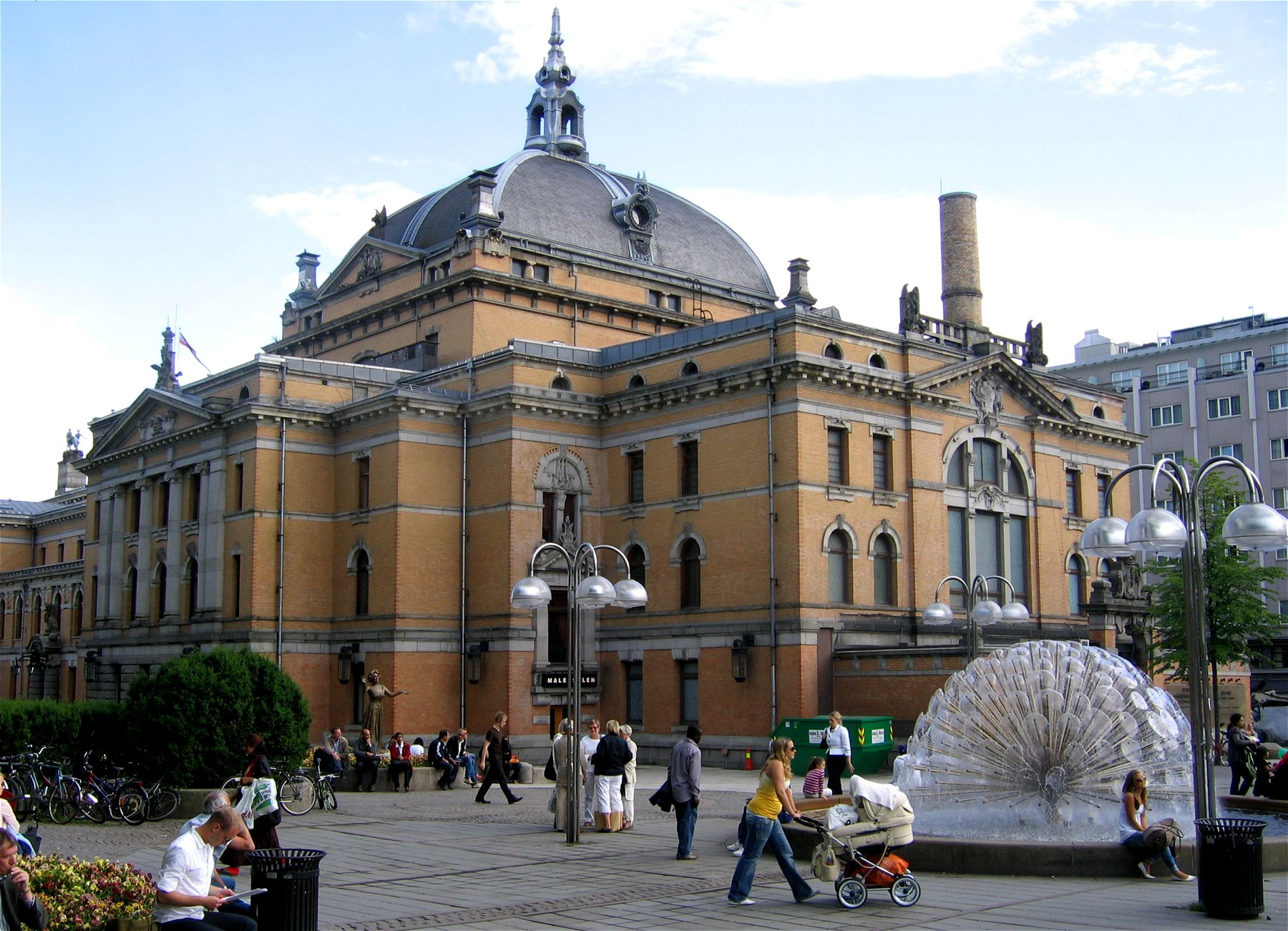
L'arrière du théâtre vu de la place Johanne Dybwad

Le Théâtre national se situe dans le parc de Studenterlunden («le boisé des étudiants »), bordé au nord par l'avenue Karl Johans gate, par la place Johanne Dybwad et la gare de Nationaltheatret à l'ouest, la rue du Parlement (Stortingsgata) au sud et la rue de l'Université (Universitetsgata) à l'est.

## Histoire

### Luttes pour l'emplacement
Avant que ne débute la construction du théâtre, de nombreuses discussions ont lieu pendant plusieurs décennies. Les partisans de la construction du théâtre se focalisent sur le parc de Studenterlunden mais rencontrent une farouche opposition de la part de l'université qui, jouissant d'un certain prestige, empêche la construction du théâtre. En 1880, le collège directorial de l'université écrit qu'une assemblée, un château, une université et un théâtre ne pouvaient se trouver ensemble pour des raisons d'harmonie.
Mais en 1888, une nouvelle demande de construction est cette fois-ci acceptée. En l'espace de huit ans, la situation a changé : la nouvelle demande est appuyée par Henrik Ibsen et Bjørnstjerne Bjørnson, deux auteurs dramatiques dont le prestige international finissent par avoir raison des protestations de l'université.

### Construction

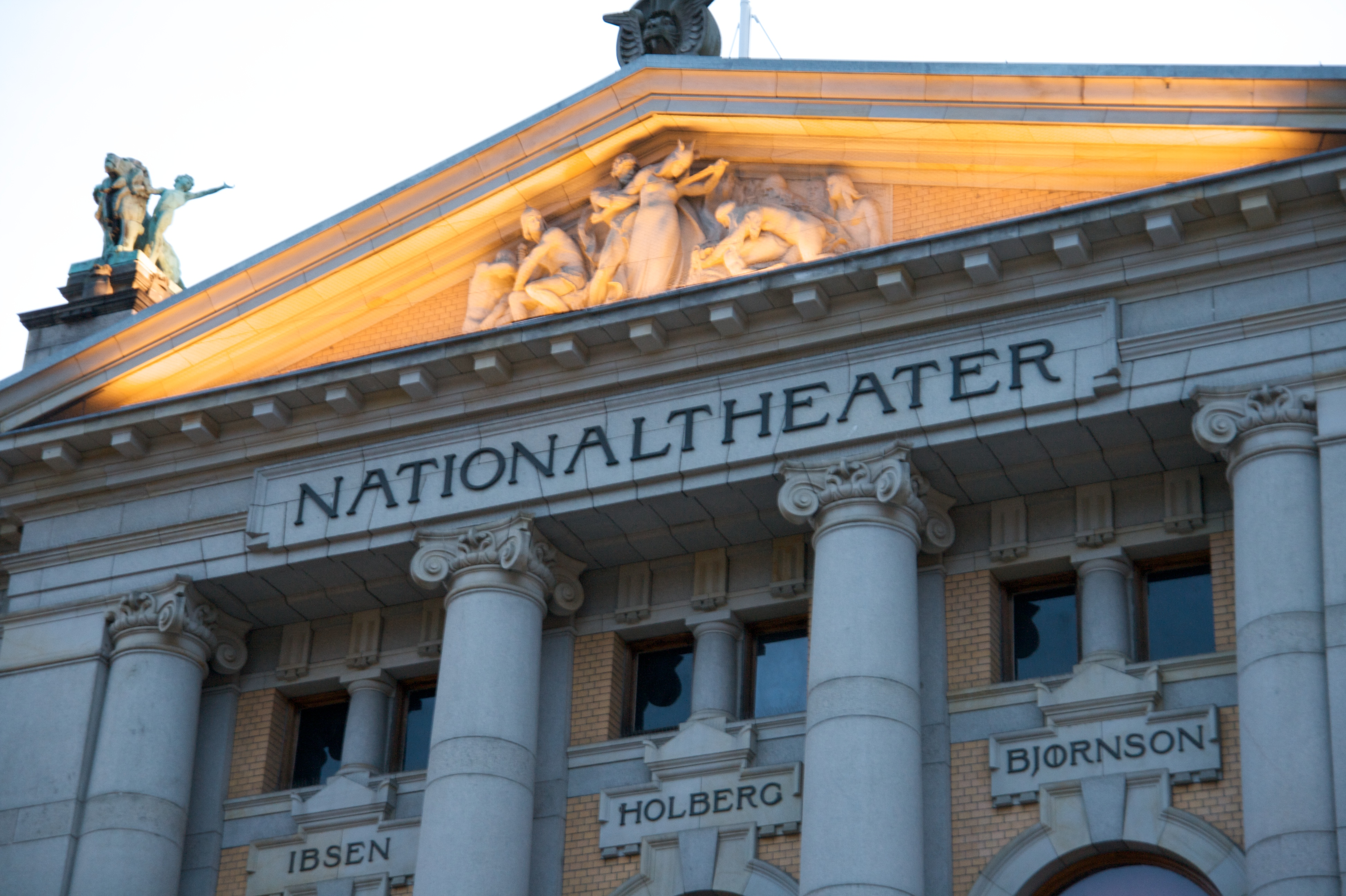
Le fronton du théâtre

C'est l'architecte Henrik Bull qui gagne en 1891 le concours organisé pour la construction du théâtre.
L'extérieur du bâtiment est fait de granit et de briques jaunes.
La première et principale scène (Hovedscenen) est de style néo-rococo. Par la suite trois autres scènes sont construites. Au départ, le théâtre compte 1268 places, aujourd'hui et en partie en raison de la construction de la scène amphithéâtrale Amfiscenen, le nombre de places vient à se réduire à 741.
Le théâtre est inauguré le 1er septembre 1899. En 1983, il est classé au patrimoine national.
En 2010, le théâtre connaît une baisse des subventions allouées et un plan de multiplication des propriétaires du bâtiment est à l'étude en raison des coûts de rénovation.

## Sculptures
Au-devant de l'entrée principale, se trouvent deux sculptures, œuvres de Stephan Sinding, qui rendent hommage aux deux dramaturges sans qui le théâtre n'aurait probablement pas vu le jour.

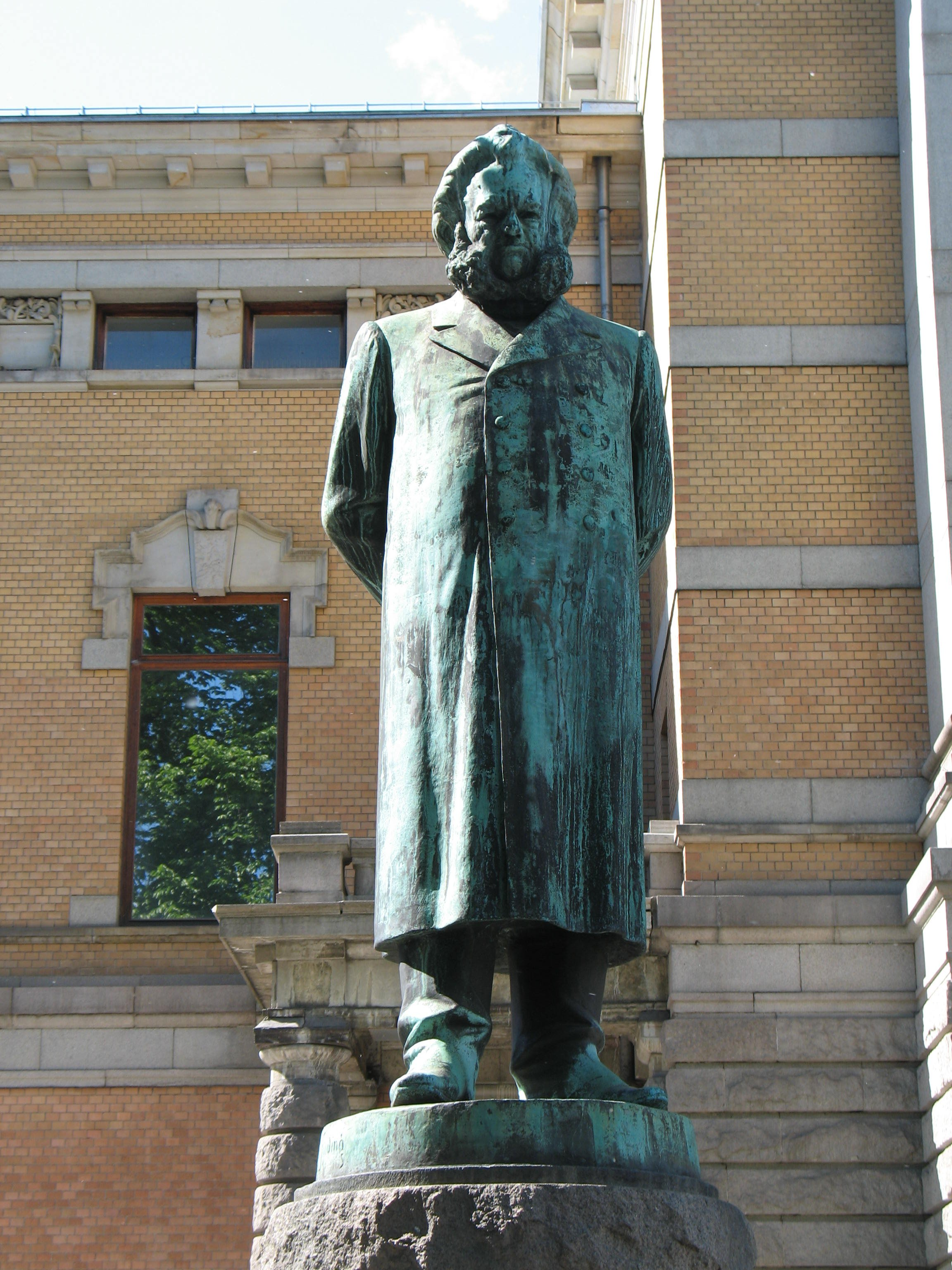
Henrik Ibsen Photo: Kjetil Ree
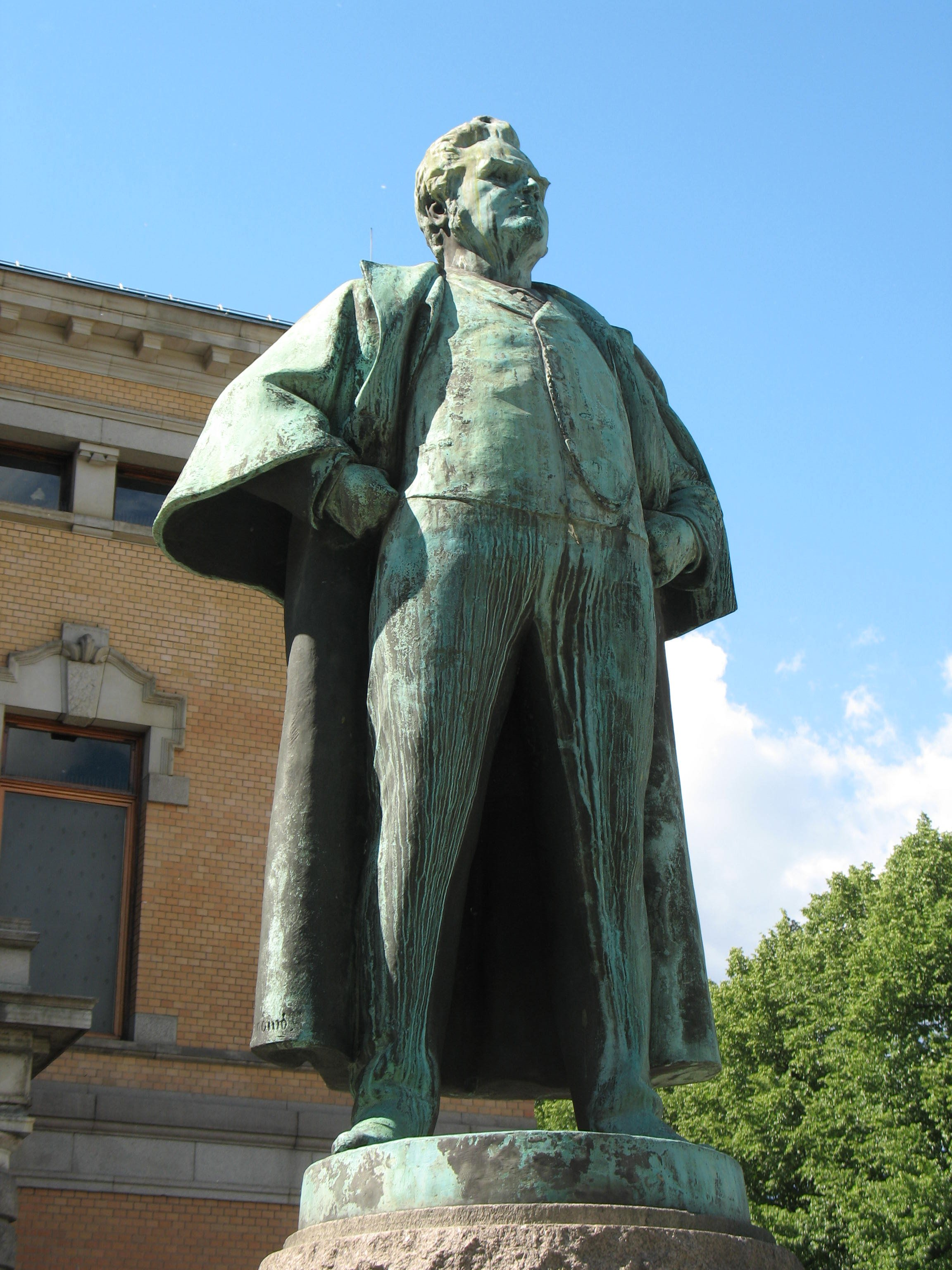
Bjørnstjerne Bjørnson Photo: Kjetil Ree